# Troy Brown (basket-ball)
Pour les articles homonymes, voir Troy Brown.
Troy Brown, né le 3 avril 1971, à Lynn, au Massachusetts, est un ancien joueur américain de basket-ball. Il évoluait au poste d'ailier fort.